# Јелена Котулска
Јелена Владимировна Котулска (рус. Елена Владимировна Котульская; рођена Кофанова, Москва, 8. август 1988) је руска атлетичарка, специјалиста за трчање на 800 метара. Заслужни је мајстор спорта Русије међународне класе.

## Спортска биографија
Освајач је златне медаље на Европском првенству млађих сениора 2009. Током исте године, стигла је до полуфинала Светског првенства у Берлину. Сребрна је на Летњој универзијади 2011. Највећи успех у досадашњој каријери је сребрна медаља са Европског првенства у дворани 2013. године у Гетеборгу.
У Москви је 18. фебруара 2011. као чланица штафете 4 х 800 метара у саставу Александра Буланов, Јекатерина Мартинова, Јелена Котулска и Ана Балашкина поставила је нови светски рекорд у дворани (8:06,24)

## Лични рекорди
| Дисциплина | Резултат | Датум             | Место     |
| ---------- | -------- | ----------------- | --------- |
| Отворено   |          |                   |           |
| 800 м      | 1:57,77  | 3. јул 2012.      | Чебоксари |
| 1.500 м    | 4:15,49  | 16. мај 2009.     | Москва    |
| Дворана    |          |                   |           |
| 600 м      | 1:26,38  | 6. фебруар 2011   | Москва    |
| 800 м      | 1:59,63  | 22. фебруар 2012. | Москва    |
| 1.000 м    | 2:37,01  | 3. фебруар 2013.  | Москва    |